# Ali Görmez
Ali Görmez (* 15. Juni 1980 in Bielefeld) ist ein deutscher Neo-Pop-Künstler.

## Leben
Ali Görmez wurde als Sohn türkischer Gastarbeiter geboren und wuchs in Bielefeld in Nordrhein-Westfalen auf. Von 2004 bis 2007 studierte er Betriebswirtschaft in Antalya. Um sein Studium zu finanzieren, arbeitet er bereits während seines Studiums in der Türkei in verschiedenen Bereichen des Finanzsektors. In der Zeit von 2010 bis 2012 war Ali Görmez bei Engels & Völkers in Berlin tätig, insbesondere im Vertrieb von Wohn- und Geschäftshäusern mit den spezifischen Fachthemen für Immobilienfinanzierung und ihrer Vermittlung. 2013 entschied sich Ali Görmez seiner Leidenschaft zur Kunst fortan professionell und hauptberuflich zu folgen.
Ali Görmez lebt und arbeitet in Berlin.

## Werk

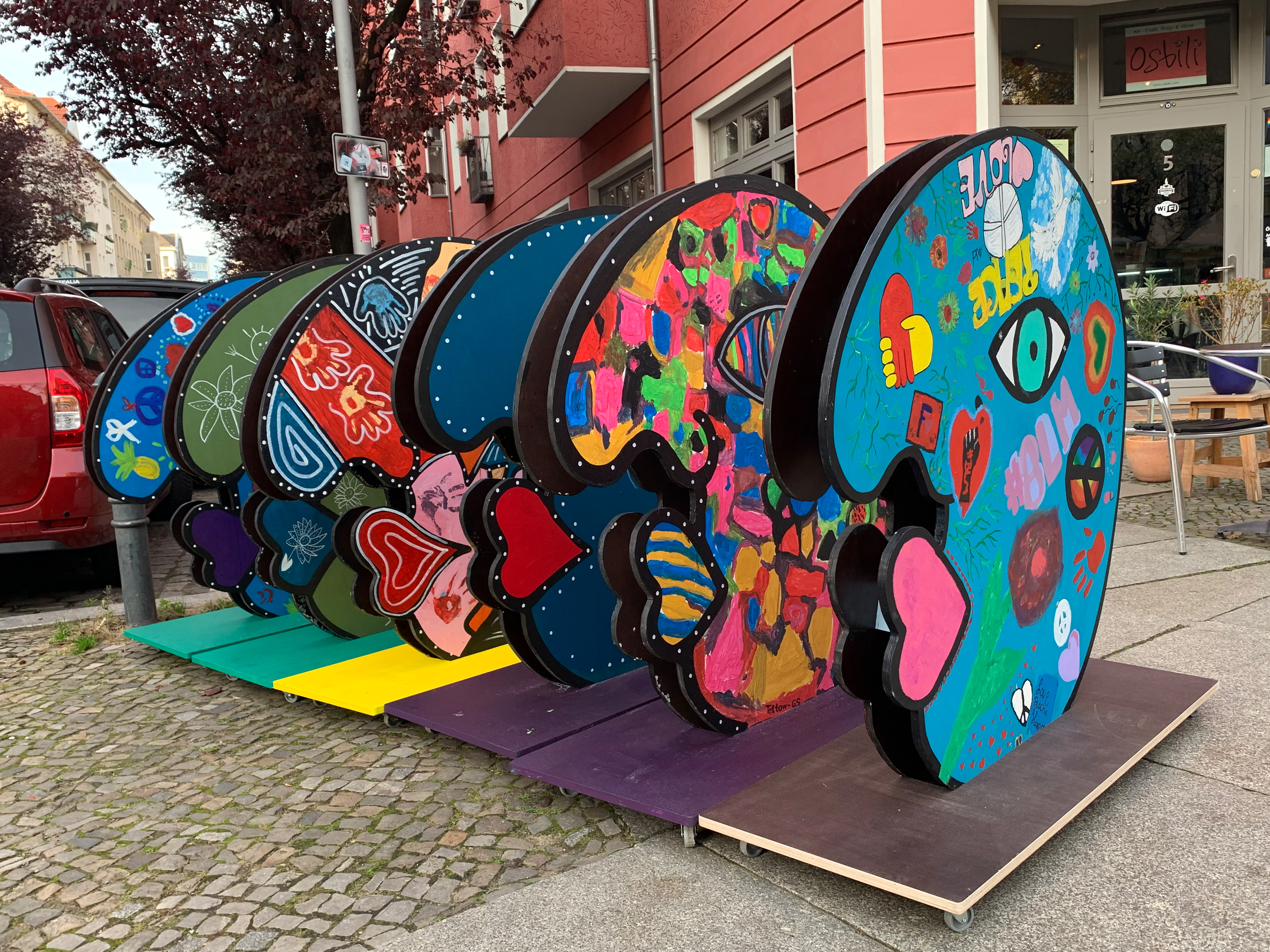
Eddies, Skulpturen aus Siebdruckplatten, gesägt, gefräst, mit Acryl-Farbe (2021)

Seit seiner Kindheit hat der Künstler, nach weitgehend autodidaktischem Erlernen unterschiedlicher Techniken und Stile, kontinuierlich Kunstwerke zu verschiedenen Themen geschaffen. Seine im täglichen Leben gewonnenen Eindrücke bringt er frei von stilistischen Zwängen in einen eigenen künstlerischen Ausdruck. Die farbenfrohen Bilder und Skulpturen reflektieren seine optimistische Einstellung gegenüber dem Leben. In seinen Werken, seinen Collagen und multimedialen Kompositionen kombiniert Görmez Elemente aus der Pop-Art und dem Graffiti. Keith Haring, James Rizzi und Picasso haben ihn inspiriert. Görmez Arbeiten werden international als Pop Art bezeichnet. 2016 eröffnet Ali Görmez eine Kunstgalerie & Art Café in Berlin-Schöneberg für Kunst und Design. Regelmäßig werden dort Ausstellungen ausgerichtet und neben anderen auch aktuelle Kunstwerke des Künstlers gezeigt.
Kindern und Jugendlichen das Malen zu zeigen und sie zu eigenem kreativen Denken aufzufordern, ist eine der persönlich motivierten Visionen von Ali Görmez. Während seiner kunsttherapeutischen Ausbildung fokussierte er sich auf den künstlerisch-praktischen Unterricht für Kinder. 2019 schloss er die kunsttherapeutische Ausbildung erfolgreich ab. Als Bildender Künstler und ausgebildeter Kunsttherapeut bietet Ali Görmez in regelmäßigen Abständen Kunstprojekte und Workshops für Kinder und Erwachsene an Schulen und in der Erwachsenenbildung an.
In den letzten Jahren engagierte sich Ali Görmez zunehmend auch international in Kooperation mit deutschen Organisationen für gemeinnützige und wohltätige Zwecke für Kinder und Jugendliche. Ein Teil seiner Philosophie ist die Skulptur Eddy, einmal als Event für umweltfreundliche und anwohnergerechte Verkehrspolitik an der Hauptstraße in Schöneberg positioniert oder als Symbol für Kinderschutz und gute Versorgung im Garten des St. Joseph Krankenhauses. Die Eddies schuf Görmez als symbolische Botschafter des Friedens. Sie sollen für Orte stehen, „an denen Gutes, Neues und Friedliches passiert“ (Catherine Pieroth). Die Skulpturen gehen auf Reisen und um die Welt. Der Wiederaufbau einer Schule in Ghana ist ein weiteres künstlerisch basiertes Friedensprojekt von Ali Görmez. Es wurde über die Versteigerung einiger seiner Werke finanziert, unterstützt durch eine Versteigerungsaktion in den Räumen des Berliner Synchron Studios. Zudem wurde die Zahnbehandlung einer gesamten Schule in Paternoster in Südafrika durch Berliner Zahnspezialisten initiiert und organisiert. Dazu hat Ali Görmez auch ein altes Boot in seinem Pop-Art-Stil zusammen mit Kindern bemalt und restauriert. Die Erlöse, die mit dem Boot über Touristen kommen, gehen wiederum an eine Suppenküche der Organisation West Coast Kids.

## Ausstellungen (Auswahl)
- 2013: Train of thoughts, Galerie Winterfeldt, Berlin
- 2014: Colors of Görmez, Galerie Mashiah Arrive, Berlin
- 2014: Eddies, Freddies & Co, Galerie F37, Berlin
- 2015: 42 Quadratmeter Design, Living Levels, Berlin
- 2015: Building Floor 19, Waldorf Astoria, Berlin
- 2016: KJ3, Living Bauhaus Kunststiftung, Berlin
- 2016: Floor 14, Living Levels Haus 23, Berlin
- 2018: Diversity, Peri Technon Gallery, Athen[15]
- 2019/2020: Eddies (Peace Ambassadors) Skulpturen im öffentlichen Raum: Mittelstreifen der Hauptstraße, Schöneberg; St. Joseph Krankenhaus, Tempelhof Schöneberg; Berlin (Mitte)
- 2021: FriedensBotschafter-Tour der Eddies im öffentlichen Raum, Berlin: vor dem Ratskeller am Rathaus Schöneberg; Belziger Straße am ehemaligen Fuhrparkdepot (heute Polizei); vor der Monumentenbrücke; am Lokdepot an der Monumentenbrücke vor den roten Häusern.